# FBS NEWS
『FBSニュース』（エフビーエス　ニュース）は、福岡放送（FBS）が1969年4月1日の開局時から2012年4月1日まで放送していたニュースである。ハイビジョン制作。2015年3月30日から第2期が開始される。

## 概要
2012年4月2日からは、FBS公式サイトの週間番組表やEPGなどで平日夕方のローカルニュースと同様に『NEWS5ちゃん』と表記されており、この『FBSニュース』は事実上終了していたが、夕方のワイドニュース番組『NEWS5ちゃん』が2015年3月27日に終了、『NEWSめんたいPlus』に移行したのに伴い、スポットニュースのタイトルも『FBSニュース』に戻されることとなった。

## 放送時間
放送時間はいずれも日本標準時。

### 昼
- 平日 11:40.30 - 11:45
- 土曜 11:30.25 - 11:35
- 日曜 11:36.55 - 11:40
  - 『ストレイトニュース』のローカルパートとして放送。
  - テロップは「動き[1]」もほぼ日本テレビのものと同じ。右上表示あり。

### 夕方
- 土曜 17:20.30 - 17:30
  - 『news every.サタデー』のローカルパートとして放送。
- 日曜 18:50 - 18:55
  - 『真相報道 バンキシャ!』のローカルパートとして放送。

### 夜
- 月曜 - 木曜 23:52頃 - 23:53頃
- 金曜 0:23頃 - 0:25頃
  - 『news zero』のローカルパートとして放送。

## 過去の放送時間

### 夜枠
- 元々は『NNNニューススポット』（2008年9月29日終了）の差し替え版だった。FBSが同番組をネットするのは、重大災害・重大ニュースが入った場合のみだった。
- テロップは青色をベースとしており、簡単な動きあり。右上表示あり。2007年4月1日にフォーマット変更（2012年3月まで）。
- 挨拶は冒頭に「こんばんは」のみで簡潔である。スポンサーが付く場合には、冒頭と末尾に右下にクレジットされる。
- 2022年5月現在放送されておらず、該当時間帯は「やーっ!FBS」と言う宣伝番組になっている。

## テロップ
- 本番組に限らず、FBSの報道番組全般で共用されている（『めんたいワイド』などの一部の番組を除く）。
- 基本書体はヒラギノ角ゴシック。FBSの情報系番組で多用しているモトヤアポロやウインクスは通常使用しないが、目立たせる際にのみ使用する。
- 現在(2015年4月の第二期から)は昼枠はストレイトニュースの、夜枠はめんたいワイドのテロップを使用している。

## 備考
1990年代にはTokyo Ensemble Lab 「Lady Ocean」がオープニングテーマに使われていた。